# Wilhelm (biskup Palestriny)
Wilhelm zwany Praenestinus (zm. 1137) – kardynał biskup Palestriny od marca 1123 roku.
Być może był Francuzem, brak jednak bliższych danych o jego pochodzeniu. Papież Kalikst II wysłał go jako legata do Niemiec, gdzie przebywał od lipca 1124 do początków 1125 roku. Odegrał dużą rolę w trakcie podwójnej papieskiej elekcji 1130 jako członek komisji kardynalskiej która dokonała wyboru Innocentego II. W 1131-32 ponownie przebywał w Niemczech jako legat Innocentego II w związku z obsadą archidiecezji kolońskiej. Podpisywał bulle papieskie między 6 kwietnia 1123 a 30 stycznia 1137. W dokumencie datowanym 20 kwietnia 1139 jest określony jako bone memorie ("świętej pamięci").